# Julo Levin

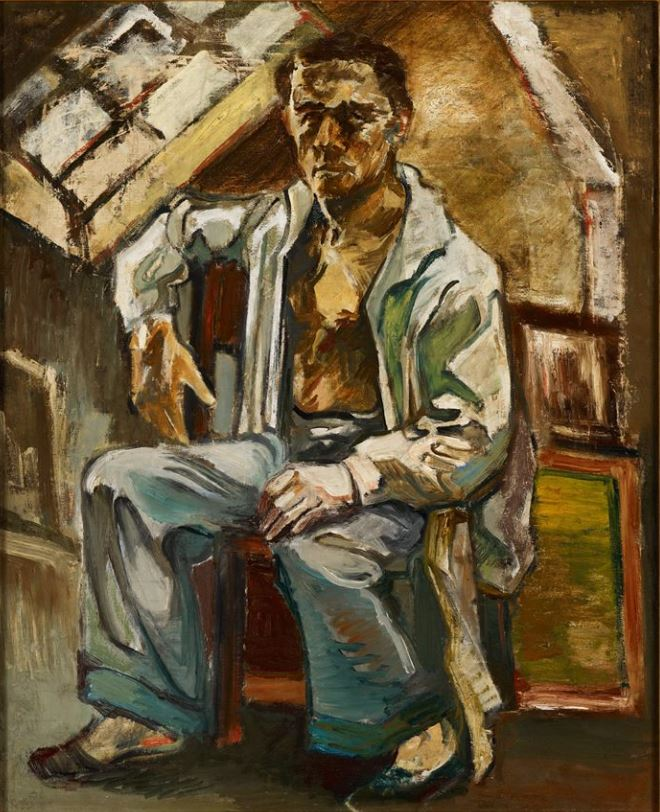
Selbstporträt (1927)

Julo Levin (als Julius Levin geboren 5. September 1901 in Stettin; gestorben 1943 im KZ Auschwitz) war ein deutsch-jüdischer Maler des Expressionismus.

## Leben und Wirken

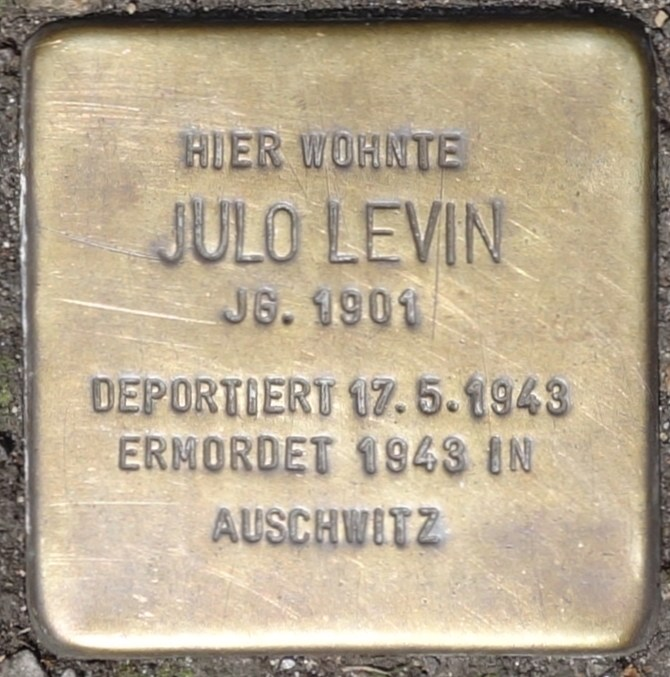
Stolperstein am ehemaligen Wohnhaus, Immermannstraße 66 (heute Konrad-Adenauer-Platz 1), in Düsseldorf

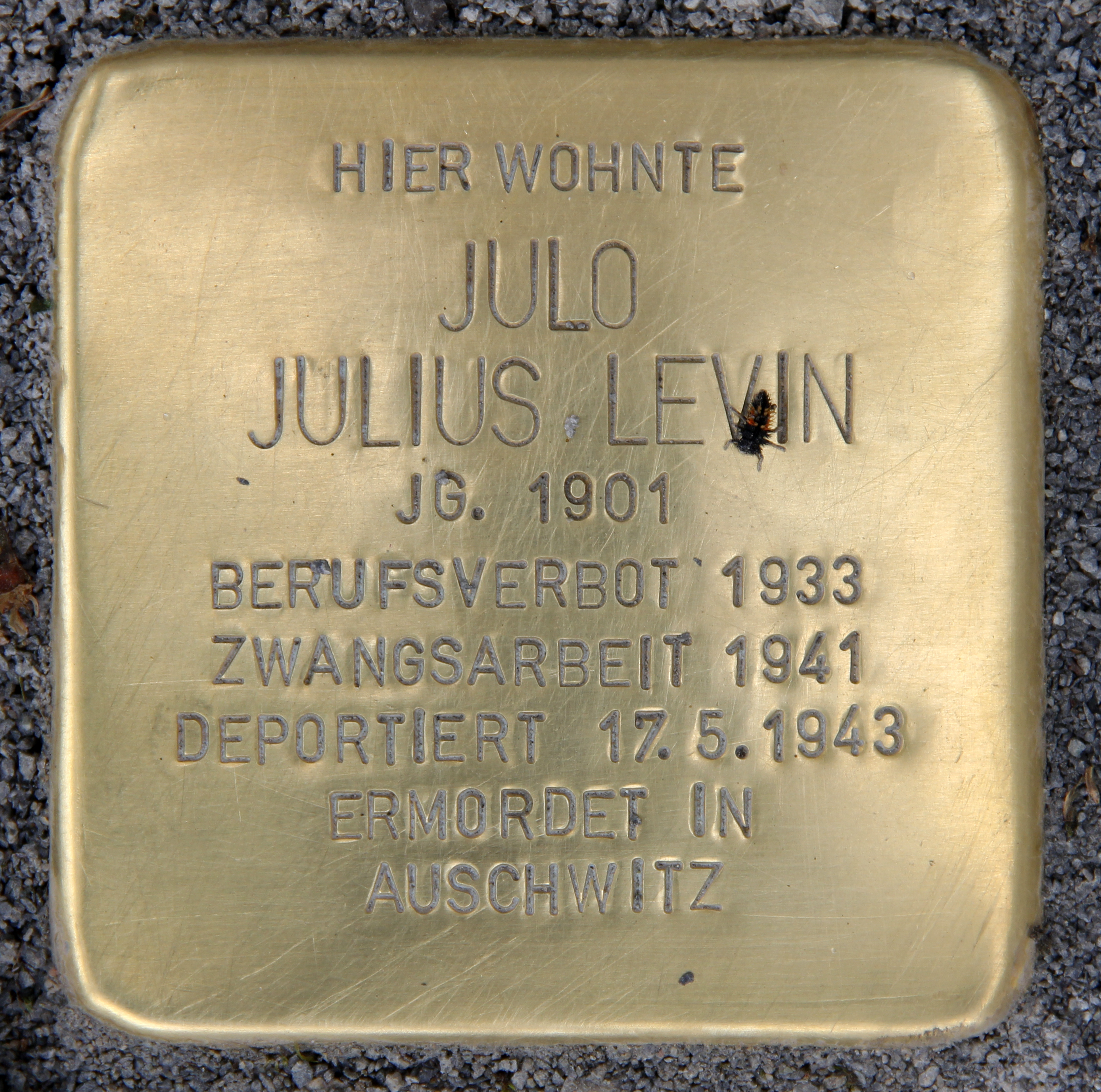
Stolperstein am Haus, Seydelstraße 7, in Berlin-Mitte

Julo Levin, drittes und jüngstes Kind von Emma und Leo Levin, wuchs in Stettin auf. Schon in frühen Jahren war Julo an Kunst interessiert. 1926 schloss er die Kunstschule ab und sicherte sich ab 1931 eine Anstellung in Düsseldorf.
Seit 1919 gehörte er der rheinischen Kunstszene an. Er studierte an der Kunstgewerbeschule in Essen unter Jan Thorn Prikker, folgte ihm 1921 an die Staatliche Kunstgewerbeschule München, und im März 1923 an die Kunstakademie Düsseldorf. Zu seinen Lehrern gehörten nun auch Heinrich Campendonk und Heinrich Nauen, dessen Meisterschüler er wurde. Mit Abschluss seines Studiums 1926 erhielt Levin seinen ersten großen Auftrag, ein Wandgemälde für die GeSoLei. Mit dem Honorar konnte er sich einen mehrwöchigen Aufenthalt in Paris leisten. Eine weitere Frankreichreise führte ihn im Sommer 1931 für sechs Monate nach Marseille, wo zahlreiche kraftvolle, farbige Aquarelle, Ölbilder und auch Zeichnungen entstanden.
Von 1925 bis 1932 war er Mitglied der Rheinischen Sezession und des Jungen Rheinland, mit reger Ausstellungstätigkeit in Düsseldorf, gefolgt von Ausstellungen in Berlin und in Nürnberg.
In Stadtmitte Düsseldorf in der Immermannstraße 66 teilte er sich die Räumlichkeiten von 1930 bis 1939 mit dem Maler Karl Schwesig (bis 1934) und weiteren Künstlern. 1930 gründete Schwesig gemeinsam mit Levin und den Malerkollegen Peter Ludwigs, Hanns Kralik, Carl Lauterbach und dem Regisseur und Schauspieler Wolfgang Langhoff die Düsseldorfer Ortsgruppe der Asso. Außerdem gehörte Levin der von 1930 bis 1933 bestehenden Künstlergruppe Das Neue Pommern an. Nach dem Malverbot war der Künstler als Zeichenlehrer an jüdischen Schulen in Düsseldorf und Berlin tätig. Er besuchte jedes Jahr für einige Wochen seinen Geburtsort Stettin. Losgelöst von beruflichen Anforderungen widmete er sich hier künstlerisch dem Treiben im großen Seehafen. Levins Vorliebe für Hafenszenen gipfelte in Bildern, die eine Reise nach Südfrankreich (1931) widerspiegeln.
Im Juni 1933 wurde Levin aus politischen Gründen, begründet durch seine Nähe und Sympathie zu politisch links stehenden Oppositionellen und zur KPD, verhaftet. Wegen seiner jüdischen Herkunft blieb ihm die Mitgliedschaft in der Reichskulturkammer, und damit eine weitere Berufsausübung, verwehrt.
Julo Levin hat als Kunstlehrer an der 1935 begründeten Jüdischen Volksschule Düsseldorf an der Kasernenstraße gearbeitet und die bedeutenden Zeichnungen seiner jüdischen Schülerinnen und Schüler gesammelt. Diese Sammlung wurde durch Mieke Monjau, der Frau des Malers Franz Monjau (1903–1945; ermordet im Zwangsarbeitslager Ohrdruf des KZ Buchenwald), während der NS-Zeit versteckt und damit für die Nachwelt erhalten. Unter dem Titel „Verjagt, ermordet“ wurden diese jüdischen Kinderzeichnungen rund um den Erdball ausgestellt. Die Sammlung befindet sich im Stadtmuseum Düsseldorf.
1936/1937 hatte Levin in Berlin im Foyer des Theaters des Jüdischen Kulturbunds eine Einzelausstellung. 1937 wurden in der Nazi-Aktion „Entartete Kunst“ aus den Kunstsammlungen der Stadt Düsseldorf seine Aquarelle „Stadtansicht - Aquarell III“ und „Landschaft“ beschlagnahmt und zerstört. 1939 ging er nach Berlin, wo er ebenfalls Zeichenunterricht erteilte. Von 1942 an arbeitete Levin als Hilfsarbeiter für die Jüdische Gemeinde Berlin, die von der SS zu Arbeiten herangezogen wurde. Als er im Berliner Güterbahnhof arbeitete, sah er die Güterzüge, die mit Juden ununterbrochen nach Osten gingen. Er war mit der Reinigung der von den Deportationen in die Vernichtungslager zurückgekehrten Güterwaggons beauftragt.
Nach wiederholten Verhaftungen und Zwangsarbeit wurde er am 17. Mai 1943 nach Auschwitz deportiert und ermordet. Es gibt in der Shoah-Opfernamendatenbank auf der Yad-Vashem-Gedenkseite zwei Einträge zu seinem Namen, ein Lebenslauf und Bericht über ihn findet sich im Bundesarchiv in Koblenz (Signatur: DY 55/V 278/6/1105).

## Gedenken
Seit 2003 erinnert das „Julo-Levin-Ufer“ im Düsseldorfer Medienhafen an den Künstler, dort wurde am 27. November 2014 eine Gedenk- und Informationsstele enthüllt, die durch die in Düsseldorf ansässige Stiftung Monjau/Levin initiiert worden war. In der Mahn- und Gedenkstätte Düsseldorf erinnern der „Julo-Levin-Raum“ als kleiner Saal für Veranstaltungen, Wechselausstellungen oder pädagogische Projekte sowie eine Büste an den Künstler. Auf dem südlichen Teil des Golzheimer Friedhofs wurde 1962 ein Gedenkstein für die Maler Julo Levin, Karl Schwesig, Franz Monjau und Peter Ludwigs aufgestellt.
Am 25. Juni 2015 verlegte Gunter Demnig einen Stolperstein zu seinem Gedenken in der ul. Śląskiej 51 der heute polnischen Geburtsstadt des Malers, in Szczecin.
Am 1. Juni 2017 wurde vor seinem ehemaligen Wohnort, Berlin-Mitte, Seydelstraße 7, ein Stolperstein verlegt. Vor der Zentralbibliothek in Düsseldorf am Konrad-Adenauer-Platz 1, damals Immermannstraße 66, wurde ein weiterer Stolperstein verlegt.

## Werke
- Stier.[13]
- Emma Levin geb. Arnfeld, die Mutter des Künstlers.[14]